# Ярдли, Герберт
Ге́рберт О́сборн Я́рдли (англ. Herbert Osborne Yardley; 1889—1958) — американский криптограф.

## Биография
Родился в Уэртингтоне, штат Индиана, в семье железнодорожного телеграфиста. Мать его умерла, когда Герберту было 13 лет. В школе Ярдли выделялся среди сверстников своей активностью: он был старостой класса, редактором школьной газеты и капитаном футбольной команды. Будучи посредственным учеником, Ярдли имел явную склонность к математическим дисциплинам. Начиная с 16-летнего возраста его можно было часто застать в местных игорных салонах у покерных столиков за изучением карточной игры, которая позже стала главной страстью в жизни Ярдли. После окончания средней школы в 1907 Герберт поступил в Чикагский университет, но бросил учёбу через год и вернулся в Уортингтон, где работал телеграфистом на железной дороге. В 1912 году, сдав экзамен, поступил на государственную службу в качестве клерка шифровального отдела в Государственном департаменте США. Во время Первой мировой войны служил в качестве офицера-шифровальщика в Американском экспедиционном корпусе во Франции.

## Карьера
От своих коллег он слышал фантастические рассказы о криптоаналитиках, которые могли проникать в самые сокровенные государственные тайны. И когда однажды вечером президенту Вильсону было передано сообщение из 500 слов от его советника Хауза, Ярдли с присущей ему дерзостью решил попробовать вскрыть используемый для переписки код. Он был поражён, прочитав это сообщение всего за несколько часов.
Достигнутый успех ещё более повысил интерес Ярдли к криптоанализу и он написал 100-страничную записку по поводу вскрытия американских дипломатических кодов. Глубоко поглощённый проблемой возможного вскрытия очередного шифра, он первым описал явление, которое с тех пор известно среди американских криптоаналитиков как «симптом Ярдли»: «Просыпаясь, я сразу начинаю об этом думать. Засыпая, я все равно продолжаю думать об этом».
Ярдли обратил внимание на слабость шифров, используемых американским правительством. Он был потрясён, узнав, что президент Вудро Вильсон пользуется кодом, который используется на протяжении более десяти лет. Участие в войне дало Ярдли возможность убедить «отца американской военной разведки» майора Ральфа ван Демана в необходимости создать подразделение для взлома шифров других стран.

### Ми-8
В июне 1917 года Ярдли в звании второго лейтенанта возглавил специально созданный Восьмой отдел военной разведки США (MI-8). Одним из первых достижений Восьмого отдела было разоблачение немецкого шпиона Лотара Витцке после того, как он был арестован на границе с Мексикой в 1918 с шифрованной депешей, зашитой в одежде. За время войны Ярдли зарекомендовал себя в качестве опытного администратора и после войны руководство министерства обороны и Государственный департамент решили совместно финансировать Ми-8, а Ярдли продолжал свою деятельность в качестве главы Шифровального бюро, штаб-квартира которого была размещена в Нью-Йорке.
Ярдли и его сотрудникам удалось взломать код, которым пользовались японские дипломаты, что позволило расшифровывать японскую дипломатическую переписку во время Вашингтонской конференции 1921—1922. Информация Шифровального бюро позволила американской делегации добиться абсолютного минимума допустимого размера японского военного флота (японская сторона согласилась на соотношение размеров американского и японского флотов 5:3 вместо предложенного ими соотношения 10:7). Это позволило Японии иметь вместо 21 только 18 линкоров против 30 у США и 30 у Великобритании. Это был пик карьеры Ярдли.
В 1920-е, поскольку Ярдли проводил большую часть времени в Нью-Йорке, он не мог активно взаимодействовать с правительством США, расположенном в Вашингтоне. Кроме того, разразился скандал, когда Генри Стимсон, госсекретарь при президенте Герберте Гувере, узнав о Шифровальном бюро, пришёл в ярость и прекратил его финансирование, заявив: «Джентльмены не читают переписку друг друга».
MI-8 был закрыт 31 октября 1929, через два дня после биржевого краха.

## Публикации Герберта Ярдли
Герберт Ярдли выпустил свои мемуары — «The American Black Chamber» («Американский Чёрный кабинет»), опубликованные издательством Bobbs-Merrill в 1931. В книге изложена история американской радиотехнической разведки и деятельности МИ-8 во время Первой мировой войны и американского «Чёрного кабинета» в 1920-х и проиллюстрированы основные принципы радиоразведки. Эта книга сразу же стала популярной. Критики пришли к выводу, что это был «самый сенсационный вклад в тайную историю войны, а также послевоенного периода, который до сих пор не написан американцеми». В США сразу же было продано 17 931 экземпляров книги, 5480 — в Великобритании, она была переведён на французский, шведский, японский и китайский языки. Японское издание вышло беспрецедентным тиражом 33119 экземпляров.
Эта книга была неприятным сюрпризом для правительства США и скомпрометировала ряд источников, использованных Ярдли. Благодаря этой работе 19 стран узнали, что их секретные коды были взломаны. «Отец американской криптографии» У.Фридман, прочитав книгу, пришёл в ярость, поскольку счёл, что Ярдли раскрыл источники и методы работы шифровальщиков и непомерно приукрасил свои заслуги. Ярдли, возможно, полагал, что публикация этой книги заставит правительство восстановить программы радиоразведки, но добился прямо противоположного эффекта. Правительство США пыталось начать судебное преследование Ярдли, но он формально не нарушил действующее законодательство в отношении защиты правительственных документов. В 1933 были внесены поправки в Закон о шпионаже 1917, в соответствии с которыми было запрещено раскрытие иностранных шифров и шифрованных сообщений. Вторая книга Ярдли «Японские дипломатические коды, 1921—1922», была арестована и никогда не публиковалась. Рукопись была рассекречена в 1979.
В 1935 кинокомпания Metro-Goldwyn-Mayer выпустила «Rendezvous», фантастический фильм режиссёра Уильяма Ховарда «по мотивам книги Герберта О. Ярдли», в главных ролях снялись Уильям Пауэлл и Розалинд Рассел. Сюжет фильма рассказывает о похищении немецкими шпионами шифров правительства США во время Первой мировой войны, а также о взломе немецких кодов армией США.
Ярдли некоторое время работал криптографом в Канаде (но после давления со стороны США на правительство Канады эта работа была свёрнута) и в Китае во время Второй мировой войны, где помог гоминьдановцам во взломе японских кодов, но никогда больше не работал на правительство США из-за утраты доверия к нему.
В послевоенные годы Ярдли опубликовал три шпионских детектива (The Blonde Countess, Red Sun of Nippon, and Crows Are Black Everywhere), а также выступал в качестве технического консультанта для нескольких фильмов, в том числе «Rendezvous». Его книга 1957 «Обучение игрока в покер» (Education of a Poker Player), пользовалась большой популярностью. Ещё одна книга его мемуаров — «Китайский „Чёрный кабинет“» (The Chinese Black Chamber) был рассекречена и опубликована только в 1983.

## Последние годы жизни
В 1938 г. после неудачной попытки заняться торговлей недвижимостью Ярдли поступил на службу к китайскому диктатору Чан Кайши с окладом примерно 10 тысяч долларов в год, чтобы заниматься дешифрованием японских криптограмм. В 1940 г. Ярдли вернулся из Китая, чтобы отправиться в Канаду. Там он организовал дешифровальное бюро. Из Канады Ярдли вскоре выслали обратно в США, где в 1958 г. он умер от сердечного приступа.
В некрологах Ярдли присвоили титул «отца американского криптоанализа», что лишний раз продемонстрировало то глубокое впечатление, которое книга Ярдли произвела на сознание его сограждан. Несмотря на все её недостатки, она прочно овладела воображением широкой публики и пробудила интерес к дешифрованию у многих талантливых людей. Их свежие идеи обогатили американский криптоанализ и несомненная заслуга в этом принадлежит именно Ярдли.
Его имя увековечено в Зале славы военной разведки США и Зале Славы Агентства национальной безопасности. В библиотеке Национального музея криптографии хранится 16 ящиков личных документов Ярдли.